# Sybra mediomaculata
Sybra mediomaculata là một loài bọ cánh cứng trong họ Cerambycidae.